# Bunut (Dolok)
Bunut is een bestuurslaag in het regentschap Padang Lawas Utara van de provincie Noord-Sumatra, Indonesië. Bunut telt 380 inwoners (volkstelling 2010).